# ریچارد اورتیز
ریچارد اورتیز (انگلیسی: Richard Ortiz؛ زادهٔ ۲۲ مهٔ ۱۹۹۰) بازیکن فوتبال اهل پاراگوئه است.
از باشگاه‌هایی که در آن بازی کرده‌است می‌توان به باشگاه فوتبال لیبرتاد، باشگاه ورزشی الیمپیا، و باشگاه فوتبال دپورتیوو تولوکا اشاره کرد.
وی همچنین در تیم ملی فوتبال پاراگوئه بازی کرده‌است.